# Campeonato Sudamericano 1917
El Campeonato Sudamericano de Selecciones 1917 fue la segunda edición del Campeonato Sudamericano de Selecciones, competición que posteriormente sería denominada como Copa América y que es el principal torneo internacional de fútbol por selecciones nacionales en América del Sur. Se desarrolló en Montevideo, Uruguay, entre el 30 de septiembre y el 14 de octubre de 1917.
Al convertirse Montevideo en sede provisora de la flamante Confederación Sudamericana de Fútbol, se le encargó a la Asociación Uruguaya de Fútbol la organización del primer torneo oficial en el cual se pondría en juego la Copa América. La selección uruguaya confirmó su favoritismo y repitió el título de la edición anterior.

## Organización

### Sede
| Montevideo        | Montevideo |
| ----------------- | ---------- |
| Parque Pereira    | Montevideo |
| Capacidad: 40 000 | Montevideo |
|                   | Montevideo |

 Nota : El Parque Pereira de Montevideo sería la única sede de este torneo. Pocos años después dicho escenario dejaría de existir para transformarse en la Pista Oficial de Atletismo.

### Árbitros
- Germán Guassone
- Carlos Fanta
- Juan Henry Livingstone
- Álvaro Saralegui
- Ricardo Vallarino

## Equipos participantes
Participaron las selecciones de las cuatro asociaciones afiliadas a la Confederación Sudamericana de Fútbol en esa época.
| Equipos participantes | Equipos participantes | Equipos participantes | Equipos participantes |
| --------------------- | --------------------- | --------------------- | --------------------- |
| Argentina             | Brasil                | Chile                 | Uruguay               |

## Desarrollo
La competencia se inauguró el 30 de septiembre de 1917 con el choque entre Chile y Uruguay que se disputó en el Parque Pereira. Los dueños de casa, amplios favoritos, vencieron a Chile por el mismo resultado de 1916. En tanto Argentina se enfrentó a Brasil, al que venció por 4-2.
En la ronda siguiente los uruguayos jugaron ante los brasileños, que volvieron a caer 4-0. Argentina y Chile jugaron un interesante encuentro que apenas pudo ganar el combinado gaucho 1-0, con un gol en contra.
De esta manera nuevamente Argentina y Uruguay llegaban al encuentro definitorio de la primera Copa América reconocida oficialmente. Se jugó el 14 de octubre de 1917 y ambos llegaban al duelo de forma invicta.
Héctor Scarone marcó el único gol del partido y Uruguay ganó su segunda Copa América.

## Resultados

### Posiciones
| Selección | Pts. | PJ | PG | PE | PP | GF | GC | Dif. |
| --------- | ---- | -- | -- | -- | -- | -- | -- | ---- |
| Uruguay   | 6    | 3  | 3  | 0  | 0  | 9  | 0  | +9   |
| Argentina | 4    | 3  | 2  | 0  | 1  | 5  | 3  | +2   |
| Brasil    | 2    | 3  | 1  | 0  | 2  | 7  | 8  | –1   |
| Chile     | 0    | 3  | 0  | 0  | 3  | 0  | 10 | –10  |

### Partidos
| 30 de septiembre de 1917 | Uruguay                                      | 4:0 (2:0) | Chile | Parque Pereira, Montevideo                                              |                                                                         |
|                          | C. Scarone 20', 62' (pen.) · Romano 44', 75' |           |       | Asistencia: 22 000 espectadores Árbitro(s): Germán Guassone (Argentina) | Asistencia: 22 000 espectadores Árbitro(s): Germán Guassone (Argentina) |

| 3 de octubre de 1917 | Argentina                                     | 4:2 (1:2) | Brasil                       | Parque Pereira, Montevideo                                       |                                                                  |
|                      | Calomino 15' · Ohaco 56', 58' · A. Blanco 80' |           | 8' Neco · 39' (pen.) Lagreca | Asistencia: 20 000 espectadores Árbitro(s): Carlos Fanta (Chile) | Asistencia: 20 000 espectadores Árbitro(s): Carlos Fanta (Chile) |

| 6 de octubre de 1917                                      | Argentina         | 1:0 (0:0) | Chile | Parque Pereira, Montevideo                                             |                                                                        |
|                                                           | García 76' (a.g.) |           |       | Asistencia: 15 000 espectadores Árbitro(s): Álvaro Saralegui (Uruguay) | Asistencia: 15 000 espectadores Árbitro(s): Álvaro Saralegui (Uruguay) |
| Primer autogol anotado en la historia de la Copa América. |                   |           |       |                                                                        |                                                                        |

| 7 de octubre de 1917 | Uruguay                                          | 4:0 (2:0) | Brasil | Parque Pereira, Montevideo                                              |                                                                         |
|                      | H. Scarone 8' · Romano 17', 77' · C. Scarone 86' |           |        | Asistencia: 21 000 espectadores Árbitro(s): Germán Guassone (Argentina) | Asistencia: 21 000 espectadores Árbitro(s): Germán Guassone (Argentina) |

| 12 de octubre de 1917 | Brasil                                                  | 5:0 (4:0) | Chile | Parque Pereira, Montevideo                                              |                                                                         |
| | Caetano 21' · Neco 23' · Haroldo 26', 59' · Amílcar 41' |           |       | Asistencia: 10 000 espectadores Árbitro(s): Ricardo Vallarino (Uruguay) | Asistencia: 10 000 espectadores Árbitro(s): Ricardo Vallarino (Uruguay) |
| En este partido, se produjo el primer penal atajado en la historia de la Copa América, el arquero brasileño Casemiro impidió el tanto del chileno Bartolomé Muñoz. |                                                         |           |       |                                                                         |                                                                         |

| 14 de octubre de 1917                                                                                 | Uruguay        | 1:0 (0:0) | Argentina | Parque Pereira, Montevideo                                           |                                                                      |
| | H. Scarone 62' |           |           | Asistencia: 40 000 espectadores Árbitro(s): Juan Livingstone (Chile) | Asistencia: 40 000 espectadores Árbitro(s): Juan Livingstone (Chile) |
| Uruguay se convierte en la primera selección en ganar dos veces la Copa América de forma consecutiva. |                |           |           |                                                                      |                                                                      |

|                                          |
| Bandera de Uruguay                       |
| Campeón Uruguay 2.º título (1.er trofeo) |

### Goleadores
| Jugador        | Selección | Goles |
| -------------- | --------- | ----- |
| Ángel Romano   | Uruguay   | 4     |
| Carlos Scarone | Uruguay   | 3     |
| Alberto Ohaco  | Argentina | 2     |
| Haroldo        | Brasil    | 2     |
| Héctor Scarone | Uruguay   | 2     |
| Neco           | Brasil    | 2     |
| Amílcar Barbuy | Brasil    | 1     |
| Antonio Blanco | Argentina | 1     |
| Caetano Izzo   | Brasil    | 1     |
| Pedro Calomino | Argentina | 1     |
| Sílvio Lagreca | Brasil    | 1     |

### Mejor jugador del torneo
- Héctor Scarone.[7]